# Матричная оптика
Матричная оптика - математический аппарат расчета оптических систем различной сложности.

## Принцип
Пусть известно направление распространения светового луча перед оптической системой. Пусть {\displaystyle y_{1}} — "высота" луча над главной оптической осью системы, {\displaystyle v_{1}} — приведенный угол: {\displaystyle v_{1}=n\times \alpha }, где {\displaystyle \alpha } — угол между направлением распространения луча и главной оптической осью системы, n — показатель преломления среды в данной точке. Тогда соответствующие координаты луча после прохождения оптической системы связаны с исходными матричным уравнением:

{\displaystyle {\begin{bmatrix}y_{2}\\v_{2}\end{bmatrix}}={\begin{bmatrix}A&B\\C&D\end{bmatrix}}\times {\begin{bmatrix}y_{1}\\v_{1}\end{bmatrix}}},
где {\displaystyle {\begin{bmatrix}A&B\\C&D\end{bmatrix}}} — матрица оптической системы, также именуемая матрица передачи луча.
Определитель матрицы оптической системы равен отношению показателей преломления на входе и на выходе системы, обычно это отношение равно 1. Матричное преобразование — это приближенное линейное описание системы. Оно работает, в частности, когда выполняется параксиальное приближение.

## Матрицы простейших оптических систем

### Сферическая преломляющая поверхность
{\displaystyle M={\begin{bmatrix}1&0\\-\Phi _{1}&1\end{bmatrix}}}, 
{\displaystyle \Phi _{1}={\frac {n_{2}-n_{1}}{R}}}, где {\displaystyle n_{1}} и {\displaystyle n_{2}} — показатели преломления среды (Подразумевается, что луч переходит из среды с {\displaystyle n_{1}} в среду с {\displaystyle n_{2}}), R — алгебраический радиус кривизны сферической поверхности (R > 0 для выпуклой поверхности, когда сонаправлены падающий луч и радиус-вектор в центр кривизны поверхности, и R < 0 для вогнутой поверхности).

### Сферическое зеркало
{\displaystyle M={\begin{bmatrix}1&0\\-\Phi _{2}&1\end{bmatrix}}}, 
{\displaystyle \Phi _{2}=-{\frac {2\cdot n}{R}}}, где {\displaystyle n} — показатель преломления среды, R — алгебраический радиус кривизны (см. выше).

### Трансляция
Трансляцией называется прямолинейное распространение луча между преломлениями/отражениями,например, между двумя линзами.

{\displaystyle M={\begin{bmatrix}1&T\\0&1\end{bmatrix}}}, 
{\displaystyle T={\frac {d}{n}}}, d — длина трансляции, n — показатель преломления.

## Применение метода
Итоговая матрица оптической системы есть произведение матриц отдельных простейших элементов, причем в порядке, противоположном порядку этих элементов, т. е.
{\displaystyle M=M_{n}\times \cdot \cdot \cdot \times M_{2}\cdot M_{1}}, где {\displaystyle M_{i}} - матрица i-того оптического элемента, считая от положения падающего на систему луча. 

Оптическая сила оптической системы:

{\displaystyle \Phi =-C}

{\displaystyle B=0,y_{2}=A\cdot y_{1}} - общее условие формирования изображения в данной точке. В данном случае A есть увеличение системы.

## Расчет оптической силы толстой линзы матричным методом
Пусть линза с радиусами кривизны {\displaystyle R_{1},R_{2}} (для определенности - двояковыпуклая), толщиной d, из материала с показателем преломления n находится в воздухе. Тогда оптическая система состоит из трех простейших элементов - двух преломляющих поверхностей и трансляции внутри линзы. Имеем:
{\displaystyle M_{1}={\begin{bmatrix}1&0\\-\Phi _{1}&1\end{bmatrix}}}

{\displaystyle M_{2}={\begin{bmatrix}1&T\\0&1\end{bmatrix}}}

{\displaystyle M_{3}={\begin{bmatrix}1&0\\-\Phi _{2}&1\end{bmatrix}}}
Матрица всей оптической системы: 

{\displaystyle M=M_{3}\cdot M_{2}\cdot M_{1}={\begin{bmatrix}1&0\\-\Phi _{2}&1\end{bmatrix}}\times {\begin{bmatrix}1&T\\0&1\end{bmatrix}}\times {\begin{bmatrix}1&0\\-\Phi _{1}&1\end{bmatrix}}={\begin{bmatrix}1-T\Phi _{1}&T\\T\Phi _{1}\Phi _{2}-\Phi _{1}-\Phi _{2}&1-T\Phi _{2}\end{bmatrix}}}

Отсюда оптическая сила толстой линзы:

{\displaystyle \Phi =-C=\Phi _{1}+\Phi _{2}-{\frac {d\Phi _{1}\Phi _{2}}{n}}}

Для тонкой линзы третьим слагаемым можно пренебречь:

{\displaystyle \Phi =-C=\Phi _{1}+\Phi _{2}}

С учетом 
{\displaystyle \Phi _{1}={\frac {n-1}{R_{1}}},\Phi _{2}={\frac {n-1}{R_{2}}}}
, получаем известную формулу для оптической силы линзы:
{\displaystyle \Phi =(n-1)\cdot \left({\frac {1}{R_{1}}}+{\frac {1}{R_{2}}}\right)}.